# Hearts Grow
Hearts Grow是日本沖繩縣本部町出身的5人音樂團體。2006年由EPIC Records Japan發行單曲「Road」出道。

## 成員
- 春奈（1986年10月27日 - ）主唱 本名：新崎春奈
- 千秋[註 1]（1986年10月23日 - ）鍵盤手・主唱 本名：宮城千秋
- 夏美[註 2]（1986年5月24日 - ）吉他手 本名：仲宗根夏美（仲宗根 なつみ）
- 慎太郎[註 3]（1987年2月15日 - ）吉他手 本名：仲田慎太郎
- 由高[註 4]（1988年2月17日 - ）貝斯手 本名：新川由高

## 原成員
- 優也[註 5]（1987年1月26日 - ）鼓手
為了專心治療手肘傷勢、在第四張單曲「重疊的影子」推出前後脫離。

## 來歷
出身沖繩縣国頭郡本部町、由在便當店的地下室作成音樂工作室並且集結於「紫陽花音樂村」這個音樂活動的當地六位高中生在2004年所組成。在沖縄縣內，經過街頭表演和Live House的表演活動後，2006年正式出道。
2009年11月、以「音樂性不一樣」的理由停止活動。由主唱春奈單飛且預定要繼續音樂活動（概要可參考他們的官方網站）。

## 發行唱片

### 單曲
- Grow!!（2006年4月19日）沖縄・九州限定販售
  1. Grow!!
  2. Smile
  3. 兩個人
  4. 烏龜

- Road（2006年10月18日）
  1. Road
  2. 紅色滑板
  3. Road(Instrumental)

- 搖搖晃晃（2006年12月6日）
  1. 搖搖晃晃（東京電視台動畫「火影忍者」第九期和神奈川電視台「音樂罐」2007年1月片頭曲）
  2. 故事
  3. 搖搖晃晃(Instrumental)

- 向日葵（2007年6月13日）
  1. 向日葵（東京電視台 動畫「飛天小女警Z」第四期片尾曲）
  2. 夏色
  3. 向日葵(Instrumental)

- 重疊的影子（2008年1月23日）
  1. 重疊的影子（東京電視台 動畫「銀魂」第四期片頭曲）
  2. 天空藍
  3. 吶喊
  4. 重疊的影子(Instrumental)

- 天空（2008年9月3日）
  1. 天空 全國獨立UHF放送協議會 動畫「鐵腕巴迪 DECODE」片頭曲）
  2. 未來行程表（日本越洋航空 2008年印象曲）
  3. 天空(Instrumental)

### 迷你專輯
- HEARTS GROW（2005年2月14日）自主制作
  1. 兩個人
  2. 堅強
  3. Smile
  4. Human's Hearts

- 夏日大雜繪（2007年8月22日）
  1. 小小的情歌
MONGOL800的同名曲（收錄在專輯『MESSAGE』）
  2. 向日葵ちゃんぷるう、らふてい、スパムMix
  3. 島人ぬ宝
BEGIN的島人ぬ宝。
  4. Road－Sweet Fuchagi Mix
  5. Best Friend
Kiroro的Best Friend。
  6. ユラユラ－Ryukyu HAYASHI Mix

### 數位下載
春〜spring〜（2008年2月1日、朝日放送「ビーバップ!ハイヒール」片尾曲）
- 爆爆藍的春〜spring〜。

## 電視
- 超音2〜SuperMusic〜（千葉電視台）客串演出

## 外部連結
- 紫陽花Music Hearts Grow網站
- Sony Music Hearts Growt唱片公司官網